# Arvicolini
Arvicolini — триба мишовидих гризунів з підродини Щурові (Arvicolinae).

## Список сучасних родів і поширення
- Arvicola — Європа, зх. й пн. Азія
- Blanfordimys — Середня Азія, Близький Схід
- Chionomys — Кавказ, Альпи, гори південної Європи й Близького Сходу
- Lasiopodomys — Монголія, пн. Китай, Корейський півострів, прилеглі території Росії
- Lemmiscus — зх. США, пд.-зх. Канада
- Microtus — Північна Америка, Європа та пн. Азія.
- Neodon — Китай, М'янма, Афганістан, Таджикистан, Киргизстан, Непал, Бутан, пн.-сх. Індія
- Phaiomys — гори на півночі Індії, в Непалі й Китаї.
- Proedromys — Китай
- Volemys — Китай

## Список вимерлих родів
- † Mimomys Forsyth Major, 1902
- † Prosomys Shotwell, 1956
- † Cosomys R.W. Wilson, 1932
- † Ophiomys Hibbard & Zakrzewski, 1967
- † Ogmodontomys Hibbard, 1941
- † Kilarcola Kotlia, 1985
- † Hibbardomys Zakrzewski, 1984
- † Cromeromys Zazhigin, 1980
- † Villanyia Kretzoi, 1956
- † Jordanomys Haas, 1966
- † Kalymnomys W. von Koenigswald et al., 1992
- † Nemausia Chaline & Laborier, 1981
- † Huananomys Zheng, 1992